# Estació de Fontpedrosa - Banys de Sant Tomàs

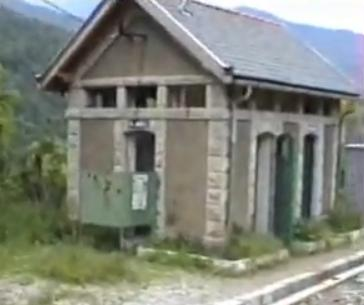
La construcció dels serveis, sense canvis aparents des de la construcció de l'estació

Fontpedrosa - Banys de Sant Tomàs (oficialment en francès Fontpédrouse - Saint-Thomas-les-Bains) és una estació de ferrocarril de la línia de tren groc situada a la comuna de Fontpedrosa, de la comarca del Conflent, a la Catalunya del Nord.
Està situada a uns 925 metres de distància a llevant del poble de Fontpedrosa, a prop de l'oratori de Sant Pau.
| Procedència/Destinació                  | <              | Línia     | >     | Procedència/Destinació    |
| --------------------------------------- | -------------- | --------- | ----- | ------------------------- |
| : Transport express régional            |                |           |       |                           |
| Vilafranca de Conflent - Vernet - Fullà | Toès - Carançà | Tren groc | Sautó | La Tor de Querol - Enveig |